# ニードルフィッシュ (SS-493)
ニードルフィッシュ (USS Needlefish, SS-493) は、アメリカ海軍の潜水艦。テンチ級潜水艦の一隻。艦名はダツ科の総称に因む。その名を持つ艦としては2隻目。

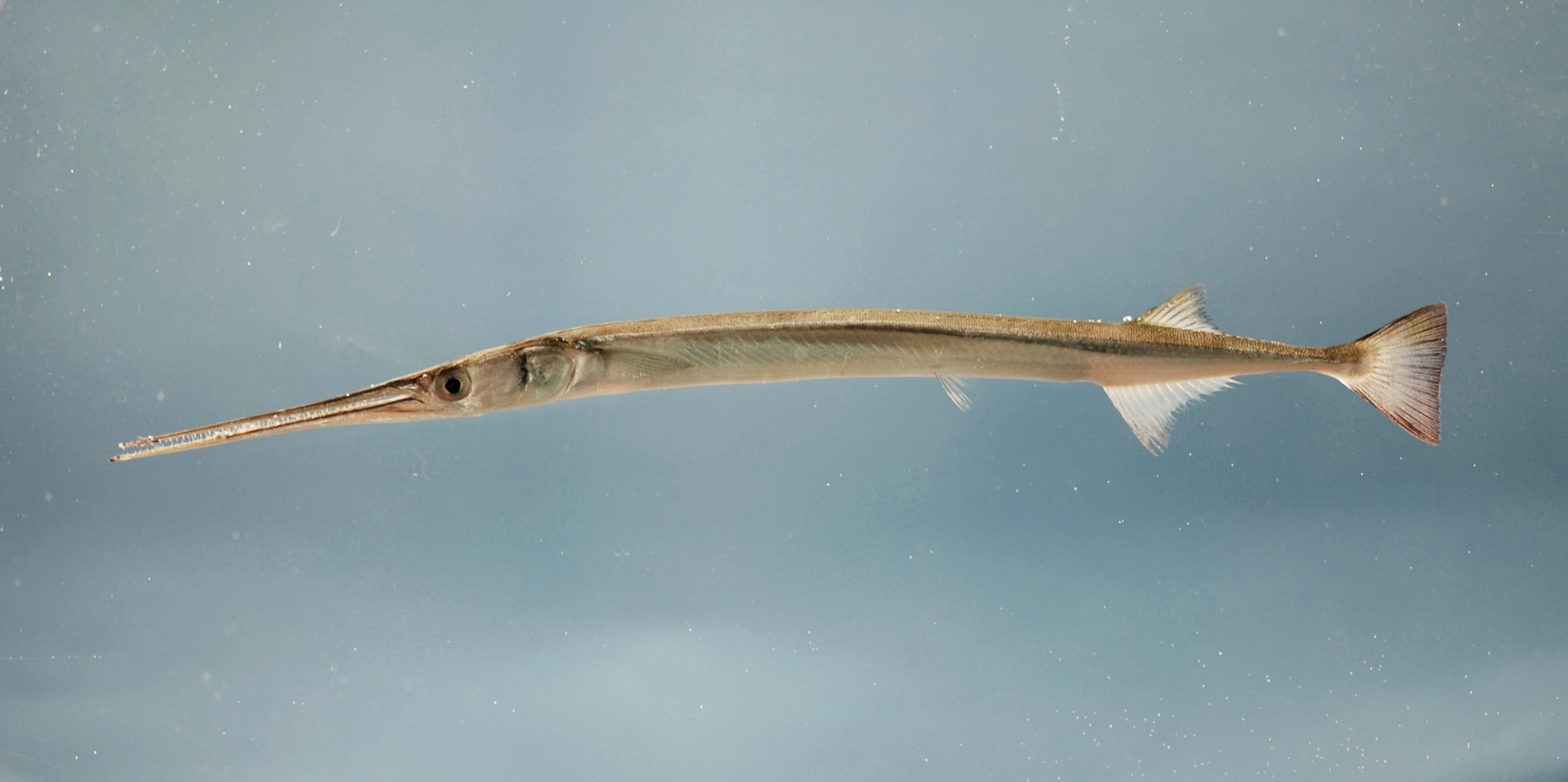
アトランティック・ニードルフィッシュ（Atlantic needlefish）

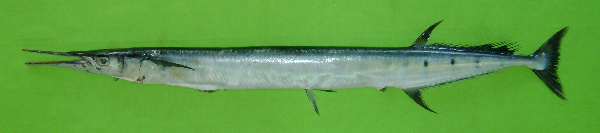
ハマダツ（Flat needlefish）

ニードルフィッシュの建造は1945年1月26日に認可されたが、起工前の1945年8月12日に建造契約は取り消された。
- この記事はアメリカ合衆国政府の著作物であるDictionary of American Naval Fighting Shipsに由来する文章を含んでいます。